# 瓦雷內河
瓦雷內河是立陶宛的河流，位於該國南部，由阿利圖斯縣負責管轄，河道全長48公里，流域面積411平方公里，平均流量每秒3.36立方米，最終在瓦雷纳附近注入梅爾基斯河。
54°15′N 24°33′E / 54.250°N 24.550°E